# Tạ Lộc
Tạ Lộc (chữ Hán: 谢禄, ? – 27), tự Tử Kỳ, người huyện Lâm Nghi, quận Đông Hải , tướng lãnh khởi nghĩa Xích Mi cuối đời Tân, đầu đời Đông Hán.

## Cuộc đời và sự nghiệp
Cuối đời Tân, Tạ Lộc khởi binh phản kháng triều đình, sau đó quy phụ người quận Lang Da là Phàn Sùng. Bọn họ lệnh cho nghĩa quân nhuộm đỏ lông mày để phân biệt với quan quân, nên được gọi là quân Xích Mi, tiến hành đấu tranh ở một dải Thái Sơn, Bắc Hải, trước sau đánh tan các lực lượng quan quân của chính quyền nhà Tân, chính quyền Hán Canh Thủy.
Năm Canh Thủy thứ 2 (24), nghĩa quân Xích Mi chia làm 2 lộ, Lộc cùng Từ Tuyên, Dương Âm nắm một cánh quân, liên tiếp đánh bại quân đội của chính quyền Canh Thủy, đến đầu năm sau (25) thì hội sư với cánh quân của Phàn Sùng, Bàng An ở quận Hoằng Nông.
Tháng 6 ÂL năm thứ 3 (25), nghĩa quân Xích Mi đến huyện Trịnh, đưa hậu duệ của Thành Dương Cảnh vương Lưu Chương là Lưu Bồn Tử lên ngôi, là Kiến Thế đế. Lộc được nhận chức Hữu đại tư mã. Tháng 9 ÂL, nghĩa quân chiếm được Trường An, Canh Thủy đế đầu hàng, được giao cho Lộc coi giữ.
Tháng 10 ÂL, Canh Thủy đế cởi trần theo Lộc đến cung Trường Lạc gặp Kiến Thế đế và các thủ lĩnh nghĩa quân. Nhiều người muốn giết Canh Thủy đế, chỉ có anh của Kiến Thế đế là Thức hầu Lưu Cung và ông xin tha cho ông ta. Lưu Cung van nài được chết thay, khiến Phàn Sùng mềm lòng, đồng ý không giết Canh Thủy đế. Bấy giờ quân Xích Mi không được lòng người Trường An, phản tướng của Canh Thủy đế là bọn Trương Ngang xem ông ta là hậu họa, khuyên Lộc giết Canh Thủy đế, cảnh báo rằng nếu để ông ta trốn thoát thì ông sẽ chịu hết trách nhiệm. Lộc lấy làm phải, nhân lúc sai Canh Thủy đế đi chăn ngựa ở Giao Nam, thì thắt cổ giết chết ông ta.
Năm Kiến Vũ thứ 2 (26), thủ lĩnh quân phiệt Duyên Sầm từ Hán Trung ra Tản Quan, đồn trú Đỗ Lăng, An đưa hơn 10 vạn quân đến đánh. Tướng của Quang Vũ đế là Đại tư đồ Đặng Vũ cho rằng thì Trường An rỗng không, nên đến tập kích. Lộc đón đánh, giao chiến trong Cảo Nhai, khiến Vũ đại bại bỏ chạy.
Trường An có nạn đói, vào cuối năm ấy, Lộc theo Phàn Sùng đưa hơn 10 vạn nghĩa quân quay về miền đông. Đầu năm thứ 3 (27), Quang Vũ đế điều quân chẹn hết đường tiến thoái của nghĩa quân, Phàn Sùng đành phải xin hàng. Sau đó Lộc bị Lưu Cung giết để báo thù cho Canh Thủy đế.